# Pentafosfato de guanosina
(p)ppGpp, pentafosfato e tetrafosfato de guanosina, também conhecidos como nucleotídeos do "ponto mágico", são alarmonas envolvidas na resposta estringente em bactérias que causam a inibição da síntese de RNA quando há escassez de aminoácidos. Essa inibição por (p)ppGpp diminui a tradução na célula, conservando os aminoácidos presentes. Além disso, ppGpp e pppGpp causam a regulação positiva de muitos outros genes envolvidos na resposta ao estresse, como os genes para captação de aminoácidos (do meio circundante) e biossíntese. (p)ppGpp também é conservado em plantas, onde se sabe que desempenha um papel na regulação do crescimento e dos processos de desenvolvimento.

## Descoberta
ppGpp e pppGpp foram identificados pela primeira vez por Michael Cashel em 1969. Foi descoberto que esses nucleotídeos se acumulam rapidamente em células de Escherichia coli carentes de aminoácidos e inibem a síntese de RNAs ribossômicos e de transferência. Sabe-se agora que (p)ppGpp também é produzido em resposta a outros fatores estressantes, incluindo a falta de carbono e fosfato. Historicamente, a literatura em torno do (p)ppGpp apresentou descobertas e informações conflitantes sobre seu papel nas respostas ao estresse bacteriano.

## Ausência
E. coli demonstrou ser mais sensível ao acúmulo de tetrafosfato de guanosina do que de pentafosfato de guanosina. A ausência completa de (p)ppGpp causa múltiplas necessidades de aminoácidos, baixa sobrevivência de culturas envelhecidas, divisão celular aberrante, morfologia e imotilidade, além de ficar preso em um modo de crescimento durante a entrada em estado de inanição.

## Síntese e degradação
A síntese e degradação de (p)ppGpp foram mais extensivamente caracterizadas no organismo-modelo bacteriano Escherichia coli.

### O papel do RelA na síntese
(p)ppGpp é criado via pppGpp sintase, também conhecida como RelA, e é convertido de pppGpp para ppGpp via pppGpp fosfohidrolase. RelA está associado a aproximadamente um em cada duzentos ribossomos e é ativado quando uma molécula de RNA de transferência (tRNA) sem carga entra no sítio A do ribossomo, devido à escassez de aminoácidos necessária ao tRNA. Se uma bactéria mutante for relA− diz-se que ela está relaxada e não é observada nenhuma regulação da produção de RNA devido à ausência de aminoácidos.

### O papel do SpOT na degradação
E. coli produz uma segunda proteína responsável pela degradação de (p)ppGpp, SpoT. Quando o equilíbrio de aminoácidos na célula é restaurado, (p)ppGpp é hidrolisado por SpoT e retorna a um estado energeticamente mais favorável. Essa proteína também tem a capacidade de sintetizar (p)ppGpp e parece ser a sintase primária sob certas condições de estresse. A maioria das outras bactérias codifica uma única proteína que é responsável pela síntese e degradação de (p)ppGpp, geralmente homólogos de SpoT.

## Alvos
Os alvos de (p)ppGpp incluem operons de rRNA, dos quais há sete em E. coli, todos com 2 promotores. Quando (p)ppGpp se associa ao promotor, ele afeta a capacidade da enzima RNA polimerase de se ligar e iniciar a transcrição. Acredita-se que (p)ppGpp pode afetar a estabilidade do complexo aberto formado pela RNA polimerase no DNA e, portanto, afetar a depuração do promotor. Sua presença também leva a um aumento na pausa durante o alongamento da transcrição e compete com substratos de trifosfato de nucleosídeo.
Atualmente, há um consenso de que (p)ppGpp é um determinante do controle da taxa de crescimento, e não das concentrações do substrato de trifosfato de nucleosídeo (NTP).

### Acúmulo de polifosfato
Foi proposto que o aumento da síntese de (p)ppGpp causaria acúmulo de polifosfato (PolyP) em E. coli. O alarmone poderia interagir com a exopolifosfatase PPX, o que inibiria a hidrólise do PolyP, causando assim seu acúmulo nas bactérias. Embora tenha sido demonstrado recentemente que na verdade é DksA e não (p)ppGpp que causa esse acúmulo. Foi demonstrado em Pseudomonas aeruginosa que o mutante phoU (phoU pertence ao Pho Regulon) sintetiza mais (p)ppGpp e esta seria uma das razões pelas quais acumula mais polifosfato.